# Archiconops smithi
Archiconops smithi är en tvåvingeart som beskrevs av Stuke 2004. Archiconops smithi ingår i släktet Archiconops och familjen stekelflugor.
Artens utbredningsområde är Thailand. Inga underarter finns listade i Catalogue of Life.